# Campeonato Mundial de Halterofilismo de 1974
O Campeonato Mundial de Halterofilismo de 1974 foi a 48ª edição do campeonato organizado pela Federação Internacional de Halterofilismo (FIH) em Manila, nas Filipinas entre 21 a 29 de setembro de 1974. Foram disputadas 9 categorias com a presença de 143 halterofilistas de 32 nacionalidades.

## Medalhistas
| Evento    | Ouro                                 | Ouro     | Prata                                | Prata    | Bronze                               | Bronze   |
| 52 kg     | 52 kg                                | 52 kg    | 52 kg                                | 52 kg    | 52 kg                                | 52 kg    |
| --------- | ------------------------------------ | -------- | ------------------------------------ | -------- | ------------------------------------ | -------- |
| Arranque  | György Kőszegi · Hungria             | 105,0 kg | Takeshi Horikoshi · Japão            | 105,0 kg | Mohammad Nassiri Irão                | 100,0 kg |
| Arremesso | Mohammad Nassiri Irão                | 132,5 kg | Zygmunt Smalcerz · Polónia           | 127,5 kg | Lajos Szűcs · Hungria                | 125,0 kg |
| Total     | Mohammad Nassiri Irão                | 232,5 kg | György Kőszegi · Hungria             | 230,0 kg | Takeshi Horikoshi · Japão            | 227,5 kg |
| 56 kg     |                                      |          |                                      |          |                                      |          |
| Arranque  | Leszek Skorupa · Polónia             | 112,5 kg | Atanas Kirov · Bulgária              | 110,0 kg | Davoud Maleki Irão                   | 110,0 kg |
| Arremesso | Jiro Hosotani · Japão                | 147,5 kg | Atanas Kirov · Bulgária              | 145,0 kg | Leszek Skorupa · Polónia             | 137,5 kg |
| Total     | Atanas Kirov · Bulgária              | 255,0 kg | Leszek Skorupa · Polónia             | 250,0 kg | Jiro Hosotani · Japão                | 245,0 kg |
| 60 kg     |                                      |          |                                      |          |                                      |          |
| Arranque  | Georgi Todorov · Bulgária            | 125,0 kg | Norair Nurikyan · Bulgária           | 122,5 kg | Jan Wojnowski · Polónia              | 122,5 kg |
| Arremesso | Nikolay Kolesnikov · União Soviética | 157,5 kg | Georgi Todorov · Bulgária            | 155,0 kg | Norair Nurikyan · Bulgária           | 155,0 kg |
| Total     | Georgi Todorov · Bulgária            | 280,0 kg | Nikolay Kolesnikov · União Soviética | 277,5 kg | Norair Nurikyan · Bulgária           | 277,5 kg |
| 67,5 kg   |                                      |          |                                      |          |                                      |          |
| Arranque  | Petro Korol · União Soviética        | 130,0 kg | Nasrollah Dehnavi Irão               | 130,0 kg | Zbigniew Kaczmarek · Polónia         | 130,0 kg |
| Arremesso | Petro Korol · União Soviética        | 175,0 kg | Zbigniew Kaczmarek · Polónia         | 172,5 kg | Mukharby Kirzhinov · União Soviética | 167,5 kg |
| Total     | Petro Korol · União Soviética        | 305,0 kg | Zbigniew Kaczmarek · Polónia         | 302,5 kg | Nasrollah Dehnavi Irão               | 295,0 kg |
| 75 kg     |                                      |          |                                      |          |                                      |          |
| Arranque  | Rumen Rusev · Bulgária               | 152,5 kg | Nedelcho Kolev · Bulgária            | 150,0 kg | Peter Wenzel · Alemanha Oriental     | 142,5 kg |
| Arremesso | Nedelcho Kolev · Bulgária            | 185,0 kg | Peter Wenzel · Alemanha Oriental     | 180,0 kg | Rumen Rusev · Bulgária               | 180,0 kg |
| Total     | Nedelcho Kolev · Bulgária            | 335,0 kg | Rumen Rusev · Bulgária               | 332,5 kg | Peter Wenzel · Alemanha Oriental     | 322,5 kg |
| 82,5 kg   |                                      |          |                                      |          |                                      |          |
| Arranque  | Vladimir Ryzhenkov · União Soviética | 160,0 kg | Trendafil Stoychev · Bulgária        | 155,0 kg | Leif Jenssen · Noruega               | 155,0 kg |
| Arremesso | Trendafil Stoychev · Bulgária        | 195,0 kg | Leif Jenssen · Noruega               | 195,0 kg | Tsvetko Petkov · Bulgária            | 195,0 kg |
| Total     | Trendafil Stoychev · Bulgária        | 350,0 kg | Leif Jenssen · Noruega               | 350,0 kg | Rolf Milser · Alemanha Ocidental     | 347,5 kg |
| 90 kg     |                                      |          |                                      |          |                                      |          |
| Arranque  | David Rigert · União Soviética       | 172,5 kg | Sergey Poltoratsky · União Soviética | 162,5 kg | Jaakko Kailajärvi · Finlândia        | 160,0 kg |
| Arremesso | David Rigert · União Soviética       | 215,0 kg | Sergey Poltoratsky · União Soviética | 205,0 kg | Andon Nikolov · Bulgária             | 202,5 kg |
| Total     | David Rigert · União Soviética       | 387,5 kg | Sergey Poltoratsky · União Soviética | 367,5 kg | Peter Petzold · Alemanha Oriental    | 355,0 kg |
| 110 kg    |                                      |          |                                      |          |                                      |          |
| Arranque  | Valery Ustyuzhin · União Soviética   | 167,5 kg | Jürgen Ciezki · Alemanha Oriental    | 165,0 kg | Yury Zaitsev · União Soviética       | 160,0 kg |
| Arremesso | Jürgen Ciezki · Alemanha Oriental    | 212,5 kg | Valery Ustyuzhin · União Soviética   | 212,5 kg | Yury Zaitsev · União Soviética       | 207,5 kg |
| Total     | Valery Ustyuzhin · União Soviética   | 380,0 kg | Jürgen Ciezki · Alemanha Oriental    | 377,5 kg | Yury Zaitsev · União Soviética       | 367,5 kg |
| +110 kg   |                                      |          |                                      |          |                                      |          |
| Arranque  | Vasily Alekseyev · União Soviética   | 185,0 kg | Hristo Plachkov · Bulgária           | 180,0 kg | Gerd Bonk · Alemanha Oriental        | 172,5 kg |
| Arremesso | Vasily Alekseyev · União Soviética   | 240,0 kg | Serge Reding · Bélgica               | 220,0 kg | Jürgen Heuser · Alemanha Oriental    | 217,5 kg |
| Total     | Vasily Alekseyev · União Soviética   | 425,0 kg | Serge Reding · Bélgica               | 390,0 kg | Jürgen Heuser · Alemanha Oriental    | 382,5 kg |

- — RECORDE MUNDIAL

## Quadro de medalhas
Quadro de medalhas no total combinado
| Ordem | País              | Medalha de ouro | Medalha de prata | Medalha de bronze | Total |
| ----- | ----------------- | --------------- | ---------------- | ----------------- | ----- |
| 1     | União Soviética   | 4               | 2                | 1                 | 7     |
| 2     | Bulgária          | 4               | 1                | 1                 | 6     |
| 3     | Irão              | 1               | 0                | 1                 | 2     |
| 4     | Polónia           | 0               | 2                | 0                 | 2     |
| 5     | Alemanha Oriental | 0               | 1                | 3                 | 4     |
| 6     | Bélgica           | 0               | 1                | 0                 | 1     |
| 6     | Hungria           | 0               | 1                | 0                 | 1     |
| 6     | Noruega           | 0               | 1                | 0                 | 1     |
| 9     | Japão             | 0               | 0                | 2                 | 2     |
| 10    | Fiji              | 0               | 0                | 1                 | 1     |
| Total | Total             | 9               | 9                | 9                 | 27    |

Quadro de medalhas nos levantamentos + total combinado
| Ordem | País               | Medalha de ouro | Medalha de prata | Medalha de bronze | Total |
| ----- | ------------------ | --------------- | ---------------- | ----------------- | ----- |
| 1     | União Soviética    | 13              | 5                | 4                 | 22    |
| 2     | Bulgária           | 8               | 8                | 5                 | 21    |
| 3     | Irão               | 2               | 1                | 3                 | 6     |
| 4     | Polónia            | 1               | 4                | 3                 | 8     |
| 5     | Alemanha Oriental  | 1               | 3                | 6                 | 10    |
| 6     | Japão              | 1               | 1                | 2                 | 4     |
| 7     | Hungria            | 1               | 1                | 1                 | 3     |
| 8     | Noruega            | 0               | 2                | 1                 | 3     |
| 9     | Bélgica            | 0               | 2                | 0                 | 2     |
| 10    | Finlândia          | 0               | 0                | 1                 | 1     |
| 10    | Alemanha Ocidental | 0               | 0                | 1                 | 1     |
| Total | Total              | 27              | 27               | 27                | 81    |

## Classificação por equipe
| Classificação | Equipe            | Pontos |
| ------------- | ----------------- | ------ |
| 1             | Bulgária          | 78     |
| 2             | União Soviética   | 74     |
| 3             | Polónia           | 50     |
| 4             | Japão             | 42     |
| 5             | Alemanha Oriental | 39     |
| 6             | Hungria           | 35     |